# Elizabeth Island (ö i Australien, Victoria)
Elizabeth Island är en ö i Australien. Den ligger i delstaten Victoria, omkring 76 kilometer sydost om delstatshuvudstaden Melbourne. Arean är 0,33 kvadratkilometer.
Den sträcker sig 0,9 kilometer i nord-sydlig riktning, och 0,7 kilometer i öst-västlig riktning.
Runt Elizabeth Island är det ganska glesbefolkat, med 21 invånare per kvadratkilometer. Genomsnittlig årsnederbörd är 1 251 millimeter. Den regnigaste månaden är maj, med i genomsnitt 154 mm nederbörd, och den torraste är januari, med 51 mm nederbörd.